# Woodgate, Australien
Woodgate är en ort i Australien. Den ligger i kommunen Bundaberg och delstaten Queensland, omkring 270 kilometer norr om delstatshuvudstaden Brisbane. Antalet invånare är 758.
Trakten är glest befolkad. Det finns inga andra samhällen i närheten. Genomsnittlig årsnederbörd är 1 350 millimeter. Den regnigaste månaden är mars, med i genomsnitt 291 mm nederbörd, och den torraste är september, med 21 mm nederbörd.